# Myrmarachne brevis
Myrmarachne brevis är en spindelart som beskrevs av Xiao X. 2002. Myrmarachne brevis ingår i släktet Myrmarachne och familjen hoppspindlar. Inga underarter finns listade i Catalogue of Life.